# Сандаун
Санда́ун (англ. Sandaun Province, ранее — Западный Сепик) — провинция Папуа — Новой Гвинеи, граничащая на западе с Индонезией и омываемая на севере Тихим океаном. Также граничит с провинциями Восточный Сепик (на востоке), Саутерн-Хайлендс (на юго-востоке) и Западной (Флай) (на юге).
Административный центр — город Ванимо.
До 1989 года называлась Западный Сепик, потом была переименована в Сандаун (ток-писин Sandaun, букв. «Заход солнца», так как провинция расположена на западе от большинства остальных провинций).
В июле 1998 года на территории провинции произошло крупное цунами, в ходе которого погибло 2000 человек.
Население провинции отличается значительным языковым разнообразием. На её территории распространены языки следующих семей: фасские, погранично-папуасские, квомтарские, торричелли, скоские, австронезийские, пауваси, амто-мусанские, трансновогвинейские, сепикские, сенаги, а также изоляты одиай и яле. Всего около 110 языков.